# Samoria jeanneli
Samoria jeanneli is een keversoort uit de familie bladkevers (Chrysomelidae). De wetenschappelijke naam van de soort werd in 1918 gepubliceerd door Laboissiere.